# جورج وارد
جورج وارد (بالإنجليزية: George Ward)‏ هو سياسي بريطاني (وحمل سابقاً جنسية المملكة المتحدة لبريطانيا العظمى وأيرلندا)، ولد في 14 يناير 1879، وتوفي في 3 ديسمبر 1951. حزبياً، نشط في الحزب الليبرالي. في الانتخابات العامة في المملكة المتحدة 1923 ‏، انتخب عضو برلمان المملكة المتحدة الـ33 عن دائرة بوسوورث (6 ديسمبر 1923 – 9 أكتوبر 1924).